# 清华大学五道口金融学院

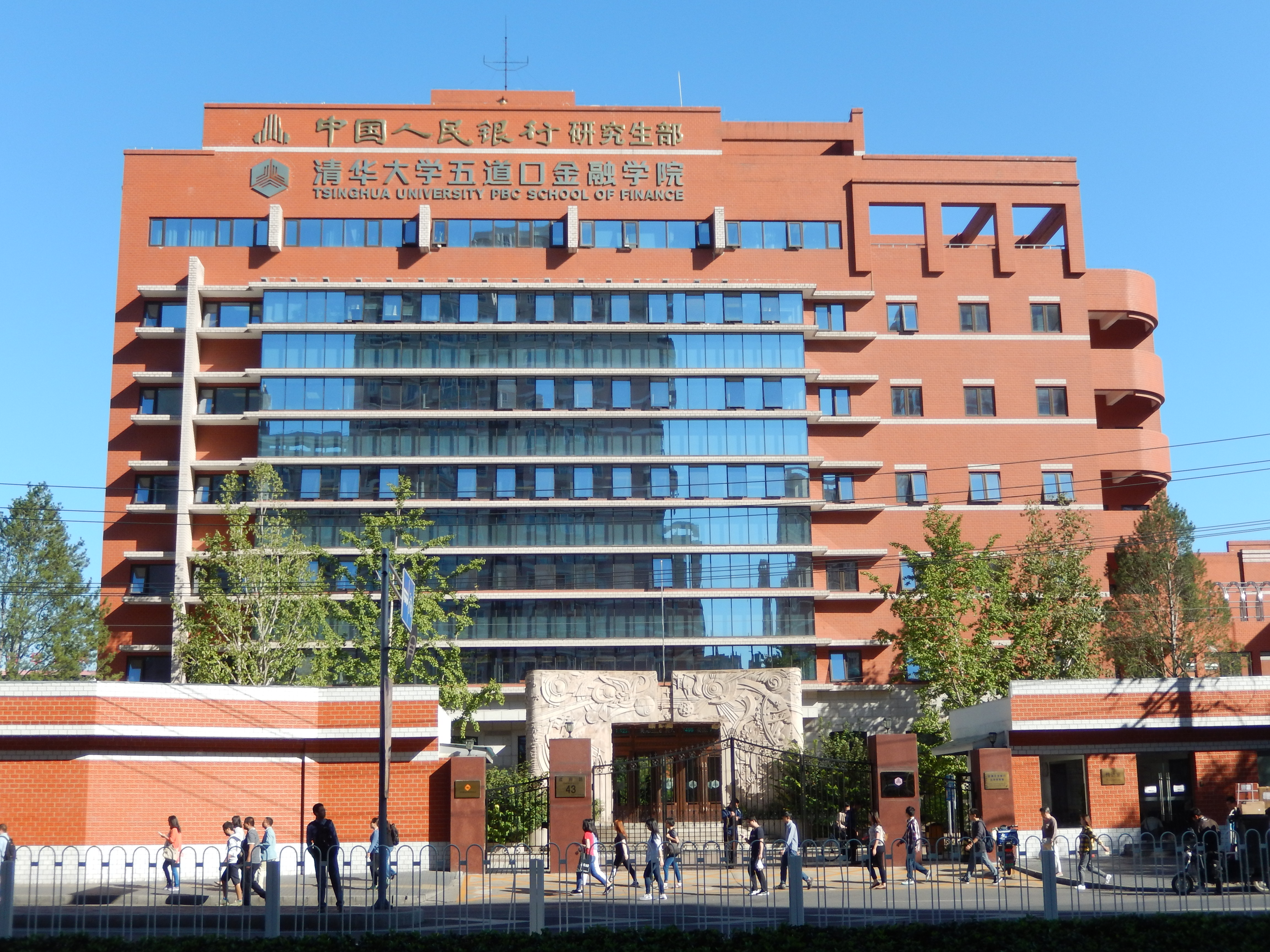
清華大學五道口金融學院

清华大学五道口金融学院（PBC School of Finance, Tsinghua University）坐落在清华大学东门南侧，成立于2012年3月，由清华大学与中国人民银行共建，其前身是中国人民银行研究生部，是中国金融系统第一所专门培养金融高层管理人才的高等学府。
学院开设金融学博士、金融专业硕士、清华－康奈尔双学位金融MBA、金融EMBA、全球金融GFSD以及高管教育（EE）等项目。截至2023年4月，学院共有全职教师25人、兼职教授1人、兼职硕士生导师81人、特聘教授17人、访问学者4人。

## 历史沿革
- 1981年9月，中国人民银行金融研究所研究生部正式成立（后更名为中国人民银行研究生部），地点位于北京市海淀区五道口；同年，经国家教委批准，研究生部开始面向社会招收硕士研究生。[1]
- 1987年，开始博士生培养工作。
- 2011年7月，中国人民银行与清华大学签订框架协议，决定在中国人民银行研究生部的基础上建设清华大学五道口金融学院。
- 2012年3月14日，教育部批复同意中国人民银行研究生部并入清华大学。
- 2012年3月29日，清华大学五道口金融学院成立大会举行，清华大学五道口金融学院正式成立。
- 2014年1月，《清华金融评论》杂志创刊。[2]
- 2014年5月，清华大学国家金融研究院成立。[3]
- 2017年12月，清华大学金融科技研究院成立。[4]

## 学院领导
- 院长 焦捷
- 党委书记 顾良飞

## 教学
清华大学五道口金融学院的教学项目主要包括金融学博士、金融专业硕士、清华－康奈尔双学位金融MBA、金融EMBA、全球金融GFSD、高管教育（EE）等。

## 研究机构
清华大学国家金融研究院 
国家金融研究院由清华大学、中国人民银行研究局、中国银监会研究局、中国证监会研究中心、中国保监会政策研究室共同发起成立。清华大学五道口金融学院负责管理和运作。
清华大学金融科技研究院 
2017年12月7日，清华大学金融科技研究院正式挂牌成立。金融科技研究院依托于清华大学五道口金融学院，联合清华大学交叉信息研究院、清华大学软件学院和清华大学法学院共同建设。研究院是在互联网金融实验室、阳光互联网金融创新研究中心及鑫苑房地产金融科技研究中心的工作基础建设起来的。